# Nebojša Jovanović
Nebojša Jovanović (serbisch-kyrillisch Небојша Јовановић; * 27. März 1983 in Belgrad) ist ein ehemaliger serbischer Radrennfahrer.

## Sportliche Karriere
Bevor Nebojša Jovanović seinen ersten Vertrag bei einem UCI-Team unterschrieb, machte er durch einige gute Platzierungen auf sich aufmerksam; so wurde er im Jahre 2004  serbisch-montenegrinischer Meister im Straßenrennen sowie auch Dritter in der Gesamtwertung der Serbien-Rundfahrt und Vierter in der Gesamtwertung der Bulgarien-Rundfahrt werden. Ein Jahr später gewann er eine Etappe der Griechenland-Rundfahrt, die er als Dritter in der Gesamtwertung abschloss.
Für die Saison 2006 erhielt Jovanović einen Vertrag beim US-amerikanischen Continental Team AEG-Toshiba-JetNetwork Pro Cycling Team und konnte sich bei den serbisch-montenegrinischen Meisterschaften als Dritter im Straßenrennen sowie als Zweiter im Einzelzeitfahren platzieren. 2007 wechselte er dann zum griechischen Continental Team Technal Kastro und konnte sich sowohl das ungarische Eintagesrennen Grand Prix P-Nívó wie auch eine Etappe des Etappenrennens International Paths of Victory Tour in der Türkei sichern. 2009 gewann  er eine Etappe der Serbien-Rundfahrt und die Gesamtwertung des Grand Prix Bradlo. 2016 wurde er serbischer Vize-Meister im Straßenrennen, 2018 beendete er seine Radsportlaufbahn.

## Erfolge
2001
- Jugoslawischer Junioren-Meister – Straßenrennen

2004
- Serbisch-montenegrinischer Meister – Straßenrennen

2005
- eine Etappe Griechenland-Rundfahrt

2007
- Grand Prix P-Nívó
- eine Etappe  International Paths of Victory Tour

2009
- eine Etappe Serbien-Rundfahrt
- Gesamtwertung Grand Prix Bradlo

2016
- Serbische Meisterschaft – Straßenrennen

## Teams
- 2006 AEG-Toshiba-JetNetwork Pro Cycling Team
- 2007 Technal Kastro
- 2008 Cosmote Kastro
- 2009 AC Sparta Praha
- 2010 AC Sparta Praha
- 2011 Partizan Powermove
- 2014 Racing Cycles-Kastro Team (ab 1. Mai)
- 2015 Kuwait Cycling Project
- 2016 Massi - Kuwait Cycling Project
- 2017 Dare Viator Partizan
- 2018 Java-Partizan Pro Cycling Team (bis 1. Juni)